# Sư Thiện Chiếu
Sư Thiện Chiếu (1898-1974), hay Thích Thiện Chiếu, là một tu sĩ Phật giáo, và cũng là một chí sĩ chống Pháp, thành viên Thanh niên Cách mạng Đồng chí hội, đảng viên Đảng Cộng sản Đông Dương; và là một nhà văn với bút hiệu Xích Liên.

## Thân thế
Sư thế danh là Nguyễn Văn Giảng hay Nguyễn Văn Tài, sinh năm 1898 tại xã Vĩnh Hựu, huyện Gò Công Tây, tỉnh Tiền Giang. Từ nhỏ, Sư đã xuất gia tại chùa Linh Tuyền. Tại chùa Sư được học Hán học lẫn Tây học và tiếp xúc với nhiều nhà trí thức yêu nước.
Năm 1923, Sư lên Sài Gòn làm trụ trì chùa Linh Sơn, số 149 đường Douaumont (nay là đường Cô Giang, Quận 1, Thành phố Hồ Chí Minh). Tại đây, Sư mở lớp dạy học, thuyết giảng giáo lý Phật giáo, cổ súy phong trào đấu tranh giành độc lập dân tộc trong giới Tăng ni, Phật tử. Chính vì thế Sư bị chính quyền thực dân Pháp trục xuất khỏi chùa Linh Sơn.
Năm 1926, Sư tham gia sáng lập Hội Nghiên cứu Phật học, Hội Chấn hưng Phật giáo Nam Kỳ, báo Tiến Hóa. Năm 1927, Sư ra Hà Nội liên lạc với chư tăng miền Bắc nhằm phối hợp hoạt động chấn hưng Phật giáo. Tại Hà Nội, Sư từng tiếp xúc với Nam Đồng Thư xã, Nguyễn Thái Học.

## Hoạt động cách mạng
Năm 1928, Sư gia nhập Hội Việt Nam Cách mạng Thanh niên. Năm 1930, Sư trở thành đảng viên Đảng Cộng sản Việt Nam, được xem là nhà sư đầu tiên tham gia Đảng Cộng sản Việt Nam. Năm 1934, Sư chuyển sang hoạt động bí mật và là cán bộ của Xứ ủy Nam Kỳ.
Tìm kiếm mãi mà không gặp được người cùng chí hướng và va chạm mãi với những phần tử bảo thủ và lạc hậu trong giới tăng sĩ, Sư trở thành bất đắc chí, khoảng giữa thời gian 1932-1936, Sư hoàn tục nhưng vẫn hoạt động truyền bá Phật học. Năm 1936, Sư về Rạch Giá hoạt động. Tại đây, Sư cùng với Hòa thượng Trí Thiền, trụ trì chùa Tam Bảo thành lập Hội Phật học kiêm tế, tái bản báo Tiến Hóa, lập cô nhi viện đặt tại chùa Tam Bảo.
Hưởng ứng việc chuẩn bị cho cuộc Khởi nghĩa Nam Kỳ, Sư cùng hòa thượng Thí Thiền, Sư Thiện Ân tổ chức xưởng sản xuất vũ khí tại chùa Tam Bảo. Tháng 6 năm 1941, thì bị mật thám Pháp phát hiện, hòa thượng Trí Thiền bị bắt, sư Thiện Ân bị kết án tử hình, riêng Sư trốn thoát được về Sài Gòn tiếp tục hoạt động. Năm 1943, Sư bị chính quyền thực dân Pháp bắt được, đày ra Côn Đảo.
Cách mạng tháng 8 thành công, Sư được đón về đất liền và được bầu làm Phó chủ tịch Ủy ban Hành chánh - Kháng chiến tỉnh Gò Công. Năm 1947, Sư vào chiến khu, làm công tác biên tập báo Tiền Đạo.
Năm 1954, Sư tập kết ra Bắc. Năm 1956, sang Trung Quốc làm Trưởng ban dịch thuật Văn hóa Trung - Việt. Năm 1961, Sư trở về nước làm chuyên viên nghiên cứu Triết học tại ban Khoa học Xã hội Việt Nam. Năm 1974, Sư qua đời tại Hà Nội.

## Vinh danh
- Tại Quận 3, Thành phố Hồ Chí Minh có con đường mang tên Sư.
- Tại Phường Thọ Quang, Quận Sơn Trà, TP. Đà Nẵng có con đường mang tên Thích Thiện Chiếu.

## Tác phẩm

### Viết
- Chân lý của Tiểu thừa và Đại thừa Phật giáo
- Tại sao tôi đã cảm ơn đạo Phật
- Phật học vấn đáp
- Phật hóa tân thanh niên
- Cái thang học Phật
- Phật học tổng yếu
- Phật pháp là Phật pháp

### Dịch
- Kinh Lăng Nghiêm
- Kinh Pháp Cú
- Phật giáo vô thần luận (của Đại sư Thái Hư)
- Họ đã chiến đấu vì Tổ quốc (của M.Sholokhov)
- Tiền tuyến (kịch của A.E.Korneichuk)
- Tính cách Nga (truyện ngắn của A.Tolstoi)
- Ông già (truyện của V.Grossman)...